# Церетели, Эмиль Давидович
Эмиль Давидович Церетели (груз. ემილ წერეთელი; 20 января 1932 — 5 мая 2022) — советский и грузинский геолог, специалист по инженерной геологии, селевым потокам и оползням, педагог. Доктор географических наук, профессор.

## Биография
Родился 20 января 1932 года в Тбилиси, в семье профессора Тбилисского университета Давида Виссарионовича Церетели.
Учился в Тбилисском государственном университете имени И. Джавахишвили. Там же защитил кандидатскую диссертацию по теме «Геоморфология южного склона Центрального Кавкасиони (Большого Кавказа) в пределах Рачи» (1966). Тема докторской диссертации — «Природно-катастрофические явления и проблема устойчивого развития Грузии и приграничных территорий» (защищена в 2003 году). Автор работ по инженерной геологии, организатор научных экспедиций.
В 1955—1960 годах работал геологом, затем инженер-геологом, начальником геологического отряда экспедиции в составе Министерства геологии СССР. В 1960—1964 гг. обучался в аспирантуре Тбилисского государственного университета. В 1964—1968 гг. был начальником Инженерно-геологической партии Геологического агентства при Совете Министров Грузии.
В 1969—1971 годах работал главным геологом Комплексной гидрогеологической и инженерно-геологической станции при Совете Министров Грузии. С 1972 по 1978 гг. был начальником гидрогеологического и инженерно-геологического управления Геологического агентства при Совете Министров Грузии. С 1978 по 1991 гг. занимал пост заместителя начальника гидрогеологической и инженерно-геологической экспедиции Геологического агентства при Совете Министров Грузии. В 1992—1998 гг. работал начальником Научно-производственного агентства Департамента геологии Грузии.
В 1998—2006 годах был генеральным директором Центра стихийных бедствий, инженерно-геологических и геоэкологических исследований Департамента геологии Грузии. С 2006 по 2008 гг. служил начальником Агентства стихийных бедствий, инженерно-геологических и геоэкологических исследований Центра мониторинга и прогнозирования Министерства охраны окружающей среды и природных ресурсов Грузии. В 2008—2011 гг. — начальник отдела управления геологическими опасностями и геологической средой Национального агентства окружающей среды Министерства охраны окружающей среды и природных ресурсов Грузии. С 2011 по 2015 гг. работал начальником отдела управления геологическими опасностями Национального агентства окружающей среды Министерства охраны окружающей среды и природных ресурсов Грузии.
В 2015—2022 годах работал заместителем начальника отдела управления геологическими опасностями Национального агентства окружающей среды Министерства охраны окружающей среды и природных ресурсов Грузии.

### Научная и преподавательская работа
В 1992—2022 годах — заведующий лабораторией природных стихийных процессов и устойчивого развития Института географии имени Вахушти Багратиони Национальной академии наук Грузии.
В 1966—2013 годах — преподаватель четвертичной геологии, инженерной геологии, процессов стихийных бедствий и геоэкологии в Тбилисском государственном университете имени И. Джавахишвили. Профессор.
Основные результаты исследований Эмиля Давидовича Церетели проанализированы им более чем в 400 научных книгах и статьях. Соавтор 25 монографий и 14 специальных карт. В сборниках под эгидой ЮНЕП и ЮНЕСКО опубликованы результаты изучения оползней и селей в Грузии. Соавтор учебников «География», «Общее землеведение», Национальный атлас Грузии (два издания — 2012 и 2018), толкового словаря по инженерной геологии и геоэкологии, Геоморфологического словаря.
Был членом программных комитетов международных конференций «Селевые потоки: катастрофы, риск, прогноз, защита».
Скончался  5 мая 2022 года в Тбилиси. Похоронен на кладбище Сабуртало.

## Членство в организациях
- Избранный член Академии инженерных наук Грузии.
- Ассоциированный член Грузинской экологической академии.
- Член Международной ассоциации инженеров-геологов (IAEG).
- Член Комиссии по изучению четвертичного периода (Грузия).
- Член комиссии по изучению проблем природных катастроф и устойчивого развития Национальной академии наук Грузии.
- Член редколлегии журнала «Геориск» (2018—2022 гг.).
- Член Международного консорциума по оползням.
- Заместитель председателя Селевой комиссии Государственного комитета по науке и технике при Совете Министров СССР и Академии наук СССР[17].
- Член Президиума Селевой ассоциации.

## Награды и премии
- Почётная грамота Министерства геологии СССР (1973 г.).
- Почетная грамота Государственного совета охраны природы Грузинской ССР (1979 г.).
- Почетный диплом и Серебряная медаль Оргкомитета Международного геологического конгресса (1984 г.).
- Бронзовая медаль ВДНХ СССР (1985 г.).
- Награды Министерства охраны окружающей среды и природных ресурсов Грузии (2005, 2009, 2014 гг.).
- Медаль имени Флейшмана, присужденная Селевой ассоциацией за исследования селевой опасности (2013 г.).
- Золотая медаль Тбилисского государственного университета им. Иване Джавахишвили (2022 г.).